# Turnul Negru din Brașov

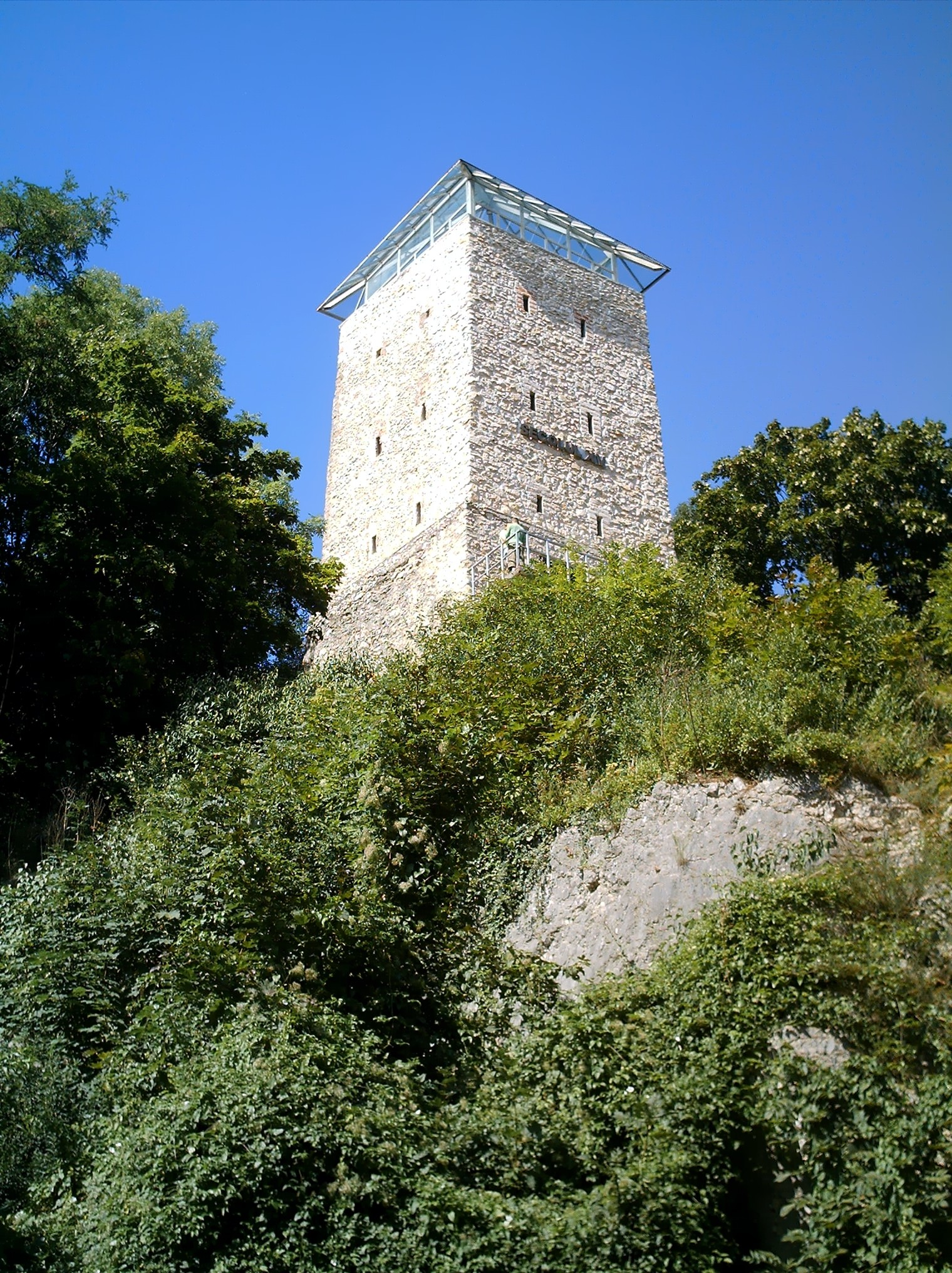
Turnul Negru

Turnul Negru este unul dintre cele patru turnuri de observație ale Cetății Brașovului construit ca o fortificație independentă amplasată în afara zidurilor cetății, înaltă de peste 11 metri. Situat la mică distanță de Bastionul Fierarilor, pe o stâncă a dealului Warthe, Turnul Negru din Brașov domina Șcheii cu dimensiunile sale, el trebuind să împiedice apropierea dușmanilor de zidurile orașului, care aici erau la mai puțin de 5 m de stâncă (abia în 1819 - 1820 trecerea a fost lărgită). Ocupând o suprafață de 50 mp, turnul are 11 m în înălțime, iar zidurile sale măsoară la bază 2 m grosime. Prezintă șase goluri de tragere pe fiecare față a sa, dispuse pe trei rânduri de atac. În interior are trei galerii etajate și, mai demult, turnul poseda un sistem de legătură cu Cetatea printr-un pod mobil ce se lăsa până la Bastionul Fierarilor.
Turnul datează din secolul XV, fiind construit concomitent cu Turnul Alb. Totuși, prima mențiune documentară a turnului datează din 1541. Acoperișul inițial nu se mai păstrează, fiind distrus de trăznet, la 23 iulie 1559, și de incendiul din 1689 - care au înegrit zidurile turnului și i-a dat denumirea de azi. A mai fost distrus de trăznet în 1696, dar a fost refăcut, așa cum ne arată o stampă din 1735. În timpul epidemiei de ciumă din 1756, se pare că Turnul Negru a fost folosit ultima dată ca adăpost și punct de pază pentru paznicii cordonului sanitar din jurul orașului. În caz de primejdie, un lanț gros de fier între stâncă și bastion oprea comunicația cu Dupăzidurile de Jos. Acoperișul, existent încă la 1796, datorită vitregiilor timpului, a făcut la 1827 obiectul unei cereri de restaurare, dar, întrucât nu aducea venituri orașului, cererea nu a fost aprobată. Abia în 1900 s-a pus problema restaurării monumentului, efectuându-se o consolidare a zidurilor la partea lor superioară în anul 1901. În noaptea de 3 spre 4 iulie 1991, zidul sudic al turnului s-a prăbușit după o ploaie torențială. Restaurarea a avut loc însă de abia în 1996. Astăzi deține un punct muzeal.